# 立花寛蔵
- 立花寛蔵
- 立花寛藏

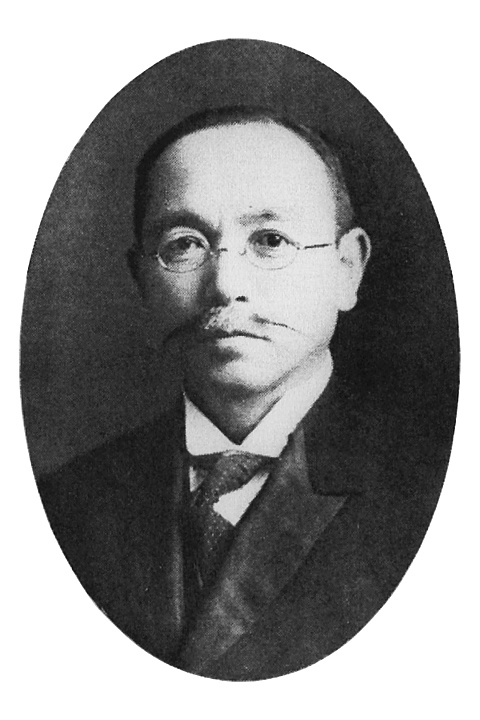
立花寛蔵

立花 寛蔵（たちばな かんぞう、1867年12月2日〈慶応3年11月7日〉 - 1940年10月5日）は、日本の商学者。広島県商業学校校長や、滋賀県商業学校校長などを経て、初代大倉高等商業学校校長を務めた。

## 人物・経歴
長野県生まれ。1888年高等商業学校（現一橋大学）卒業。
在学中は、文部省による高等商業学校と東京外国語学校の合併案の不当性を訴え、各務鎌吉（のちに東京海上火災保険社長）や、上野季三郎（のちに大膳頭）、水島銕也（のちに初代神戸高等商業学校校長）、下野直太郎（のちに東京商科大学（現一橋大学）名誉教授）らと議論を交わした。
卒業後は、函館商業学校教諭、市立大阪商業学校（現大阪公立大学）教諭などを経て、1898年広島県商業学校校長。1901年滋賀県商業学校校長。1902年同退任。大倉喜八郎の知遇を得て、大倉組会計監事などを経て、同年大倉商業学校主事、叙正七位。
1906年大倉商業学校校長。1919年初代大倉高等商業学校校長。1924年勲六等瑞宝章受章。退任後、大倉高等商業学校名誉教授の称号を受けた。住所は渋谷区松濤。

## 親族
妻のコスエは大谷登の妹。八千代證券創業者の坂薫は娘婿。

## 著作

### 単著
- 『商業算術教科書』同文館 1900年
- 『最新商業算術 下巻』同文館 1915年

### 共著
- 文部省専門学務局編『商工補習教育講演集』国定教科書共同販売所 1914年
- 葵友会編『大倉高等商業学校三十年史 : 創立三十周年記念』葵友会 1930年
- 大倉高等商業学校編『鶴彦翁回顧録 : 生誕百年祭記念』大倉高等商業学校 1940年
- 東京経済大学『東京経済大学八十年史 : 1900～1980』東京経済大学 1981年

### 監修
- 『実践銀行簿記法』三省堂 1904年
- 『実践銀行簿記法 修正2版』三省堂 1907年